# عربی قبرسی
عربی قبرسی، عربی مارونی قبرسی یا عربی سانّا (به عربی: لهجة عربیة قبرصیة) یک گویش درخطر زبان عربی است که در بین جامعهٔ مارونی‌های قبرس تکلم می‌شود. در گذشته بیشتر سخنوران این گویش در کورماکیتیس به سر می‌بردند، اما در پی تجاوز نظامی ترکیه به قبرس در سال ۱۹۷۴ بیشتر آن‌ها به جنوب رفتند و پراکنده شدند که منجر به نابودی تدریجی این زبان شد.
تا پیش از سال ۲۰۰۰، همه سخنوران این زبان بالای ۳۰ سال سن داشتند و به زبان یونانی نیز مسلط بودند. طی یک سرشماری در سال ۲۰۱۱ در قبرس انجام گرفت، ۳٬۶۵۶ مارونی قبرسی در این کشور حضور داشتند که هیچ‌کدام از عربی قبرسی به عنوان زبان مادری خود یاد نکردند.

## پراکندگی
عربی قبرسی در کرانهٔ شمالی ناحیه گیرنه، کرانهٔ جنوبی ناحیه لیماسول، نیکوزیا و در روستاهای کوهستانی پرشمار مارونی‌نشین یافت می‌شود.

## واژگان
عربی قبرسی شمار زیادی وام‌واژه از سریانی و یونانی دارد.
| قبرسی با الفبای لاتین                                                                                                | قبرسی با الفبای عربی                           | قبرسی معیار                                      | عربی معیار                                          |
| --- | ---------------------------------------------- | ------------------------------------------------ | --------------------------------------------------- |
| [Ismi o Kumetto. Ayşo ismak l-id] Error: {{Lang}}: متن دارای نشانه‌گذاری ایتالیک است (راهنما)                         | إسمی أُو کومیتّو. أیشو إسمک لإد؟                 | اسمی هو کومیتّو. ایش اسمک لإنت؟                   | اسمی کومیتّو. ما اسمک؟                               |
| [Ismi l-ana o Pavlo. Ayşo ismik l-idi] Error: {{Lang}}: متن دارای نشانه‌گذاری ایتالیک است (راهنما)                    | إسمی لأنا أُو پاڤلو. أیشو إسمک لإیدی؟           | اسمی لأنا هو پاڤلو. ایش اسمِک لإلِک إنتی؟          | اسمی پاڤلو. ما اسمکِ؟                                |
| [L-aδa aş pikulullu] Error: {{Lang}}: متن دارای نشانه‌گذاری ایتالیک است (راهنما)                                      | لآذا أش پِکولُلّو؟                                | ایش بقولوله لهادا؟                               | ما اسمه؟ (هذا ماذا یقولون له؟)                      |
| [L-ism tel l-yapati o Anton] Error: {{Lang}}: متن دارای نشانه‌گذاری ایتالیک است (راهنما)                              | الإسم تل لیاپاتی أُو أنتون                      | الاسم تاع أبوی هو أنتون                          | اسم والدِی أنتون.                                    |
| [Xmenye u tisca aşka pisawnna?] Error: {{Lang}}: متن دارای نشانه‌گذاری ایتالیک است (راهنما)                           | ٱخمِانیِة وُ تسعة أشکا پِسَوْنَّ؟                      | تمانة وتسعة ایش بساووا؟                          | ما مجموع ثمان وتسع؟                                 |
| [Pisawnna caşra u sapca] Error: {{Lang}}: متن دارای نشانه‌گذاری ایتالیک است (راهنما)                                  | پِسَوْنَّ عشرة وُ سبعة                               | بساووا عشرة وسبعة                                | یساویان سبعة عشر                                    |
| [Aş xar kan imps? Imps kan Yamuxmis] Error: {{Lang}}: متن دارای نشانه‌گذاری ایتالیک است (راهنما)                      | أش خار کان إمپس؟ إمپس کان یاموخْمیس             | أی نهار کان امس؟ امس کان یوم الخمیس              | أی یوم کان أمس؟ أمس کان الخمیس                      |
| [Aş xar tte kun pukra? Pukra tte kun Yamussift] Error: {{Lang}}: متن دارای نشانه‌گذاری ایتالیک است (راهنما)           | أش خار ٱتّی کُون پُکرا؟ پُکرا ٱتّی کُون یاموسِّفت      | أی نهار تیکون (حیکون) بکرا؟ بکرا حیکون یوم السبت | ماذا سیکون یوم الغد؟ الغد سیکون السبت               |
| [Yamuxxat marrux fi li knise] Error: {{Lang}}: متن دارای نشانه‌گذاری ایتالیک است (راهنما)                             | یاموخَّت مَرُّوخ فی لِکنیسة                          | یوم الأحد منروح فیه (بنروح فیه) الکنیسة/لکنیسة   | یوم الأحد نذهب فیه للکنیسة                          |
| [Kilt xops ma zaytun, xaytċ casel u şraft xlip tel pakra] Error: {{Lang}}: متن دارای نشانه‌گذاری ایتالیک است (راهنما) | کلت خُپس ما زیتون، خَیْتْش عسل وشرفت ٱخلیپ تل پکرة | أکلت خبز مع زینتون وشویّةْ عسل وشربت حلیب تاع بقرة | أکلت خبزًا مع زیتون وبعضًا من العسل وشربت حلیب البقرة |
| [Ye] Error: {{Lang}}: متن دارای نشانه‌گذاری ایتالیک است (راهنما)                                                      | یی                                             | إیه                                              | نعم                                                 |
| [La] Error: {{Lang}}: متن دارای نشانه‌گذاری ایتالیک است (راهنما)                                                      | لا                                             | لا                                               | لا                                                  |

## سامانه نوشتاری
عربی قبرسی با دو الفبای یونانی و لاتین نوشته می‌شود. در ماه مه سال ۲۰۰۹، «کمیته خبرگان در نوشتار عربی مارونی قبرسی» پیشنهادی برای نوشتار عربی قبرسی را به دولت قبرس ارسال کرد. معلوم نیست که آیا این به خط یونانی خواهد بود یا لاتین اما ظاهراً هر دو پیشنهاد شده‌اند. در قبرس یک واژه‌نامهٔ عربی قبرسی-یونانی موجود است که از الفبای یونانی استفاده کرده‌است.
الکساندر بورگ زبان‌شناس یک الفبای لاتین برای نوشتار عربی قبرسی ابداع کرد که سازمان غیردولتی «هکی فی سانّا» در سال ۲۰۰۷ آن را تأیید کرد و ظاهراً برخی متون کوتاه نیز به آن ترجمه شده‌اند.
| الفبای لاتین عربی قبرسی | الفبای لاتین عربی قبرسی | الفبای لاتین عربی قبرسی | الفبای لاتین عربی قبرسی | الفبای لاتین عربی قبرسی | الفبای لاتین عربی قبرسی | الفبای لاتین عربی قبرسی | الفبای لاتین عربی قبرسی | الفبای لاتین عربی قبرسی | الفبای لاتین عربی قبرسی | الفبای لاتین عربی قبرسی | الفبای لاتین عربی قبرسی | الفبای لاتین عربی قبرسی | الفبای لاتین عربی قبرسی | الفبای لاتین عربی قبرسی | الفبای لاتین عربی قبرسی | الفبای لاتین عربی قبرسی | الفبای لاتین عربی قبرسی | الفبای لاتین عربی قبرسی | الفبای لاتین عربی قبرسی | الفبای لاتین عربی قبرسی | الفبای لاتین عربی قبرسی | الفبای لاتین عربی قبرسی | الفبای لاتین عربی قبرسی | الفبای لاتین عربی قبرسی | الفبای لاتین عربی قبرسی | الفبای لاتین عربی قبرسی | الفبای لاتین عربی قبرسی | الفبای لاتین عربی قبرسی |
| ----------------------- | ----------------------- | ----------------------- | ----------------------- | ----------------------- | ----------------------- | ----------------------- | ----------------------- | ----------------------- | ----------------------- | ----------------------- | ----------------------- | ----------------------- | ----------------------- | ----------------------- | ----------------------- | ----------------------- | ----------------------- | ----------------------- | ----------------------- | ----------------------- | ----------------------- | ----------------------- | ----------------------- | ----------------------- | ----------------------- | ----------------------- | ----------------------- | ----------------------- |
| A                       | B                       | C                       | D                       | Δ                       | E                       | F                       | G                       | Ġ                       | Ċ                       | I                       | J                       | K                       | L                       | M                       | N                       | O                       | P                       | Θ                       | R                       | S                       | T                       | U                       | V                       | W                       | X                       | Y                       | Z                       | Ş                       |
| a                       | b                       | c                       | d                       | δ                       | e                       | f                       | g                       | ġ                       | ċ                       | i                       | j                       | k                       | l                       | m                       | n                       | o                       | p                       | θ                       | r                       | s                       | t                       | u                       | v                       | w                       | x                       | y                       | z                       | ş                       |